# Pásmo
Pásmo je poetický literární útvar, zpravidla se jedná o rozsáhlejší báseň, v níž se jedna představa volně váže k druhé technikou volné asociace. Vznik tohoto útvaru úzce souvisí s poetikou surrealismu, vlastním zakladatelem žánru je Guillaume Apollinaire, prvním dílem je stejnojmenná báseň z roku 1912, tvořili je ale i jiní básníci, v češtině se o tento žánr pokoušel například Vítězslav Nezval nebo Jiří Wolker. Pásma jsou zpravidla volně veršovaná.

## Pásmo

### Dílo a autor
Guillaume Apollinaire je považován za jednoho ze zakladatelů moderní francouzské poezie. Jeho básnické sbírky Alkoholy a Kaligramy se staly mezníkem ve vývoji francouzské poezie a vytyčily cestu modernímu umění, které vycházelo z nové skutečnosti a z nových životních pocitů na přelomu 19. a 20. století. Na základě volné asociace představ, otevírající cestu surrealismu, vytvořil novou skutečnost, kde se hroutí dosavadní hranice realistického světa.
Pásmo je úvodní básní sbírky Alkoholy. Bylo napsáno roku 1912. Toto dílo přeložil Karel Čapek roku 1919. Poté, co bylo zveřejněno, byly názory na jeho kvalitu různé. Autoru ale nezáleželo na rozumu, usiloval o to, aby básně samy vytvářely skutečnost, ne jen ji reprodukovaly nebo popisovaly.
Báseň ovlivnila mnohé české i zahraniční spisovatele (např. Vítězslav Nezval – Edison, Jiří Wolker – Svatý kopeček)

### Struktura díla
Báseň neobsahuje jedno konkrétní téma (polytematismus). Snaží se zachytit volný, spontánní proud představ, pocitů a úvah. Objevuje se prolínání časových rovin a dějišť – čtenář se neustále nachází na různých místech: v Paříži, v Praze (prý si ji básník také oblíbil), u Středozemního moře, v Římě a Amsterdamu.
Na první pohled by mohlo čtenáře zaujmout, že je celá báseň psaná bez interpunkčních znamének. Tento jev můžeme vnímat právě jako součást avantgardního umění. Je psaná veršem volným. Setkáváme se zde s rýmem sdruženým:
A tobě brání stud když okna na tebe hledí
Vstoupiti do kostela a jít tam ke zpovědi
Čteš letáky ceníky plakáty jež zpívají hlasitě
Toť dnešní poesie zatím co prosou žurnály sytí tě
Báseň je psaná jako volný průběh autorových myšlenek, avšak je zde dodržována jakási forma a rým. Vzhledem k obsahovosti díla by se dalo zařadit do lyricko-epického literárního žánru. Literárních figur mnoho neobsahuje.
Je možno uvést například personifikaci:
Chraptivý zvon tu zaštěká k poledni
Neobvyklé jsou personifikace:
Pastýřko Eiffelko jak bečí stádo mostů dnes
…
Noc se vzdaluje jako míšenka přesličná

Další figura je anafora:
Toť krásná lilie již všichni pěstíme
Toť rusovlasá pochodeň jež větrem nehasne
Toť bledý a nachový syn bolestiplné ženy
Toť strom vždy modlitbami všemi přetížený
Toť dvojmocnina cti a věčnosti
Toť hvězda o cípech šesti
Toť Bůh jenž v pátek mře a v neděli vzkříšen jesti
Toť Kristus který k nebi lépe než letci vzlétá
Jako inverze by se daly označit následující verše:
A ty piješ ten líh palčivý jako života bol
Tvého života jejž piješ jako alkohol